# Primorske novice
Primorske novice (COBISS) je regionalni dnevni časopis. Tednik s tem imenom je začel izhajati leta 1953 s preimenovanjem tednika Nova Gorica. Leta 1963 so se Primorske novice združile s tednikom Slovenski jadran. 

## Zgodovina
V barvah so začele izhajati leta 1995. Leta 1996 so dobile spletno stran. Leta 2003 so poleg ostalih regionalnih časopisov (Štajerski tednik, Gorenjski glas in Pomurski vestnik) dobile prilogo TV Okno. Dnevni časopis so postale leta 2004. Leta 2006 so poleg Večera dobile prilogo Bonbon. 
Leta 2004 sta se združili koprska in novogoriška izdaja.

## Korporativna zgodovina
Leta 1990 so se iz lastništva umaknile ustanoviteljice, občinske konference SZDL (Socialistične zveze delovnega ljudstva).
Splošna plovba je svoj delež kupila od Intereurope Koper, Banke Koper, italijanskih družb Transmedia S.p.A in Tmedia S.p.A. (slabih 39 % julija 2010) ter novogoriškega Hita in nekdanje direktorice Barbare Verdnik (novembra 2010).
Leta 2020 so Primorske novice ustvarile blizu 3,4 milijonov € prihodkov in slabih 130.000 € čiste izgube, družba pa je imela v letu povprečno okoli 62 zaposlenih.
Maja 2021 je Splošna plovba prodala večinski, 52,45 % lastniški delež v Primorskim novicam družbam Svet24, Salomon in Curator Nova; slednje družbe so v posredni lasti Martina Odlazka. Ker je bil večinski delež prodan več podjetjem, za prevzem ni bilo potrebno soglasje ministrstva za kulturo (kljub istemu posrednemu lastniku). Aktiv novinarjev je ob spremembi večinskega lastništva izrazil prepričanje, da menjava lastništva ne bo negativno vplivala na uredniško avtonomijo medija. Ob menjavi večinskega lastnika so imeli manjšinske deleže v Primorskih novicah še: Marjetica Koper (16,92 %), Dnevnik (12,1 %), Luka Koper (10,83 %), Forma Inn (7,1 %) in nekaj ostalih manjšinskih lastnikov z manjšimi deleži.